# Corneliu Oros
Corneliu Oros (n. 5 martie 1950, Oradea, România) este un voleibalist român, care a făcut parte din lotul echipei naționale de volei a României, medaliată cu bronz olimpic la Moscova 1980. Dupa retragerea sa din activitatea a devenit antrenor, la Dinamo Bucuresti și în Spania. În anul 2000 a fost decorat cu Medalia națională „Serviciul credincios” clasa a III-a.

## Distincții
- Ordinul „Meritul Sportiv” clasa a III-a (15 aprilie 1981) „pentru rezultatele deosebite obținute la Jocurile olimpice de vară de la Moscova — 1980, precum și pentru contribuția adusă la dezvoltarea activității sportive și la creșterea prestigiului sportului românesc pe plan internațional”[5]